# 科洛尼亞托瓦爾

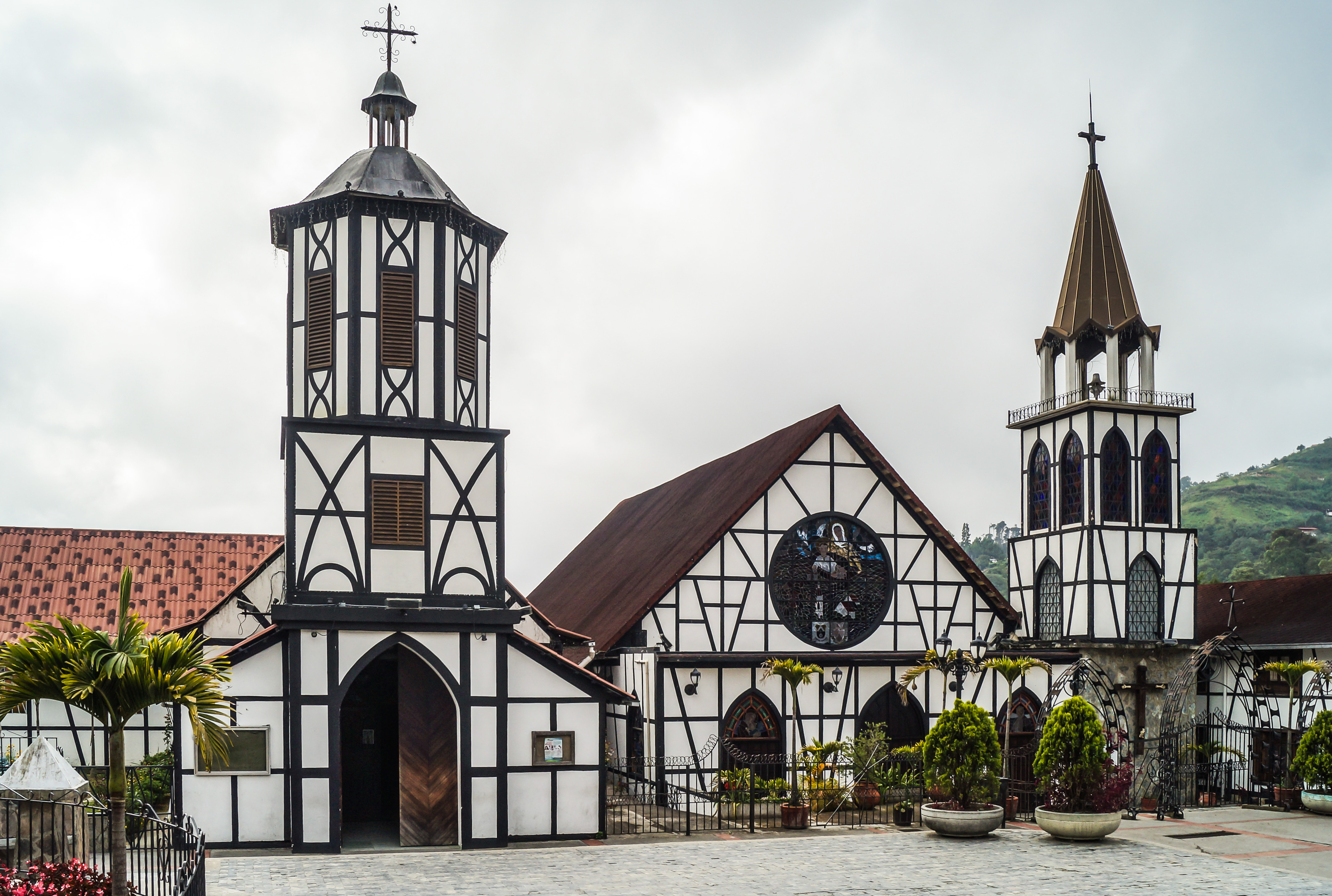
科洛尼亞托瓦爾的德國式教堂

科洛尼亞托瓦爾（西班牙語：Colonia Tovar）是委內瑞拉的城鎮，位於該國北部阿拉瓜州，是托瓦爾市的首府，始建於1843年4月8日，面積250平方公里，海拔高度2,200米，人口14,309，人口密度為每平方公里57人。
科洛尼亞托瓦爾位於首都加拉加斯以西約65.5公里（41英里）處，最初於 1843年4月8 由來自當時獨立的巴登大公國（後來併入德國）的390名移民組成，現今其建築與文化仍帶有德國色彩，因此被稱為“加勒比海的德國”。經濟主要依賴農業和旅遊業。